# Brachychiton compactus
Brachychiton compactus là một loài thực vật có hoa trong họ Cẩm quỳ. Loài này được Guymer mô tả khoa học đầu tiên năm 1988. Nó được tìm thấy tại phần chính Prosperine tại trung tâm Queensland.